# Čchon Čong-won
Čchon Čong-won (korejsky 천종원, Čchŏn Čong-wŏn, * 7. února 1996) je jihokorejský reprezentant ve sportovním lezení. Vítěz Rock Masteru, světového poháru, vicemistr světa a juniorský mistr světa v boulderingu, vítěz Asijských her v kombinaci.

## Výkony a ocenění
- 2013: vítěz Adidas Rockstars
- 2015: vítěz celkového hodnocení světového poháru a juniorský mistr světa v boulderingu
- 2017: druhé vítězství v celkovém hodnocení světového poháru v boulderingu
- 2017: nominace na prestižní mezinárodní závody Rock Master v italském Arcu, kde zvítězil v boulderingu[1]
- 2018: vicemistr světa v boulderingu, vítěz Asijských her v kombinaci

### Závodní výsledky
| Arco Rock Master | Arco Rock Master |
| Rok              | 2017             |
| ---------------- | ---------------- |
| Bouldering       | 1                |

| Mistrovství světa | Mistrovství světa | Mistrovství světa | Mistrovství světa |
| Rok               | 2014              | 2016              | 2018              |
| ----------------- | ----------------- | ----------------- | ----------------- |
| Obtížnost         | —                 | —                 | 33                |
| Rychlost          | —                 | —                 | 110               |
| Bouldering        | 35-36             | 9                 | 2                 |

| Světový pohár       | Světový pohár      | Světový pohár      | Světový pohár | Světový pohár       | Světový pohár | Světový pohár  |
| Rok                 | 2013               | 2014               | 2015          | 2016                | 2017          | 2018           |
| ------------------- | ------------------ | ------------------ | ------------- | ------------------- | ------------- | -------------- |
| Obtížnost           | 64                 | —                  | —             | —                   | —             | —              |
| jednotlivě*         | -,-,-,24, -,36,-,- | —                  | —             | —                   | —             | —              |
|                     |                    |                    |               |                     |               |                |
| Bouldering          | —                  | 9                  | 1             | 4                   | 1             | 7              |
| jednotlivě* (5/2/2) | —                  | 15,4,16,4, -,-,-,7 | , · 33-34,6   | ,13,,4, · ,37-38,17 | 4,, · 7,4,,12 | -,7,4, 6,-,4,6 |

* poznámka: nalevo jsou poslední závody v roce
| Adidas Rockstars | Adidas Rockstars | Adidas Rockstars |
| Rok              | 2013             | 2016             |
| ---------------- | ---------------- | ---------------- |
| Bouldering       | 1                | 3                |

| Asijské hry | Asijské hry |
| Rok         | 2018        |
| ----------- | ----------- |
| obtížnost   | (3)         |
| rychlost    | (2)         |
| Bouldering  | (1)         |
| Kombinace   | 1           |

| Mistrovství Asie | Mistrovství Asie | Mistrovství Asie |
| Rok              | 2016             | 2018             |
| ---------------- | ---------------- | ---------------- |
| obtížnost        | —                | 9                |
| rychlost         | —                | 27               |
| Bouldering       | 3                | 9                |

| Mistrovství světa juniorů | Mistrovství světa juniorů | Mistrovství světa juniorů |
| Rok                       | 2013 kat A                | 2015 junioři              |
| ------------------------- | ------------------------- | ------------------------- |
| Bouldering                | 9                         | 1                         |

| Mistrovství Asie juniorů | Mistrovství Asie juniorů | Mistrovství Asie juniorů |
| Rok                      | 2012 kat A               | 2013 kat A               |
| ------------------------ | ------------------------ | ------------------------ |
| Obtížnost                | 4                        | 2                        |
| Rychlost                 | 12                       | —                        |